# Der müde Theodor (1957)
Der müde Theodor ist eine deutsche Filmkomödie aus dem Jahr 1957 mit Heinz Erhardt in der Hauptrolle. Das Drehbuch entstand nach einem Bühnenstück von Max Neal und Max Ferner. Es handelt sich um ein Remake des gleichnamigen Films von 1936, bei dem Veit Harlan Regie führte.

## Handlung
Theodor Hagemann steht unter der Fuchtel seiner herrischen Ehefrau Rosa Hagemann, Inhaberin einer Marmeladenfabrik. Sein Bemühen, junge Künstler zu fördern, ist ihr schon lange ein Dorn im Auge. Ihr Ratsuchen bei einem Psychiater scheitert jedoch, als sich dieser ebenfalls als Kunstliebhaber herausstellt. Die mütterliche Abneigung gegen die Kunst ist auch der Grund dafür, dass Tochter Jenny ihr ihre Verlobung mit dem Komponisten Harald Steinberg verheimlicht. Harald fiebert der Uraufführung seines jüngsten Werkes entgegen, die entscheidend für seine Karriere ist.
Als Theodor einen Prozess verliert, weil er für einen erfolglosen Dichter gebürgt hat, lässt ihn seine Frau, kurz bevor sie verreisen muss, für unmündig erklären. Jedoch braucht Theodor dringend Geld, da er die Schulden der jungen Sängerin Lilo Haase bezahlt hat, deren Hab und Gut samt Klavier sonst gepfändet worden wäre. Das Geld dafür erhielt er vom Pfandleiher, bei dem er eine goldene Uhr und ein goldenes Zigarettenetui hinterlegt hat. Als der Rat seines einstigen Schulfreundes, beim Pferderennen zu wetten, keinen Erfolg zeitigt, vermittelt dieser Theodor eine Stelle als Kellner in Hotel „Schwarzer Adler“. Als Lilo Haase, die mit Felix verlobt ist, Theodor als Kellner im Hotel antrifft, ist sie traurig, dass Theodor anscheinend ihretwegen jetzt Schulden hat und als Kellner arbeiten muss.
Im Hause Hagemann erregt es Verdacht, dass er tagsüber so lange schläft. Rosa Hagemann reist mit ihrer Tochter ein paar Tage früher als geplant nach Hause und lernt im Zug den Keksfabrikanten Walter Steinberg, den Vater von Jennys Verlobtem, kennen. Dieser hat seinen Vater gebeten, bei der künftigen Schwiegermutter ein gutes Wort für ihn einzulegen. Steinberg Senior und Frau Hagemann werden sich darüber einig, dass die Verheiratung zweier Fabrikantenfamilien von Vorteil sei; um Harald von seinen künstlerischen Ambitionen abzubringen, will Walter Steinberg das Konzert sabotieren, indem er alle Konzertkarten aufkauft.
Theodor kommt in Bedrängnis, als sein Kellnerfrack in der Reinigung landet. In der Reinigung tauscht er den Frack, den Dr. Karl Findeisen, ein Gast des „Schwarzen Adlers“, für einen Empfang beim Ministerpräsidenten braucht, gegen seine Allerweltsjacke ein. In dieser Jacke befindet sich allerdings noch der Schuldschein des Pfandleihers. Im „Schwarzen Adler“ bittet Dr. Findeisen den Zimmerkellner Theodor um Hilfe, um nicht ohne Frack vor dem Unterrichtsminister erscheinen zu müssen. Der Urheber der Verwechslung, so Findeisen, könne bald ermittelt werden, denn dieser habe ja seinen Schuldschein in der Jacke vergessen! Theodor hilft Dr. Findeisen, einen Unfall vorzutäuschen, bandagiert ihn und narkotisiert ihn, um den Schuldschein aus der Jacke zurückzubekommen.
In der Zwischenzeit wird Haralds Konzert zur Enttäuschung, da kein Publikum erscheint. Jenny ist verzweifelt, Harald verkriecht sich im Hotel. Dort trifft Jenny ihn in einer missverständlichen Situation mit Lilo an, während Rosa hinter Theodors Kellnertätigkeit kommt. Nachdem sich das Missverständnis mit Jenny aufgeklärt hat, tun sich Theodor, Harald, Jenny, Felix und Lilo zusammen, um Rosas Herrschsucht ein Ende zu bereiten. Man erklärt ihr, sie habe den Kellner mit Theodor verwechselt. Später kommt sie dahinter, dass sie beschwindelt worden ist, ist aber froh, dass ihr Mann sich nicht mehr als Kunstförderer betätigt, sondern die Firma leitet.

## Produktionsnotizen
Der müde Theodor wurde im Filmatelier Göttingen (Innenaufnahmen) und in Göttingen (Außenaufnahmen) gedreht. Die Uraufführung erfolgte am 6. Juni 1957 in der Lichtburg (Essen).

## Kritiken
„Stark dialoglastiger Filmschwank, komisch allein durch Heinz Erhardt in der Titelrolle.“

„Bieder-harmloses, aber einigermaßen schwung- und humorvolles Lustspiel.“